# Francesc Baliarda i Ribó
Francesc Baliarda i Ribó, més conegut com el noi Baliarda (Sant Andreu de Palomar, 1813 - Sant Andreu de Palomar, 1850) va ser un revolucionari progressista català compromès amb la gent més humil i que va lluitar per aconseguir una Catalunya millor.

## Biografia
Baliarda va néixer a Sant Andreu de Palomar el 28 de novembre de 1813, any del retorn a Espanya de Ferran VII després de la guerra del Francès. Era el segle xix, recordat pel seu caràcter convuls i ple de guerres i revoltes: enfrontaments entre absolutistes i lliberals, entre els centralistes i els que volien recuperar els furs. Això va propiciar el sorgiment del carlisme.
A la mort de Ferran VII, el seu germà Carles es va comprometre a defensar els furs i les peculiaritats econòmiques enfront del partidaris d'Isabel II d'Espanya. Llavors, Sant Andreu de Palomar era un municipi eminentment rural, amb una naixent indústria, amb cases pairals escampades i amb conreus de vinyes i hortes al voltant d'un nucli urbà presidit per la parròquia de Sant Andreu de Palomar.

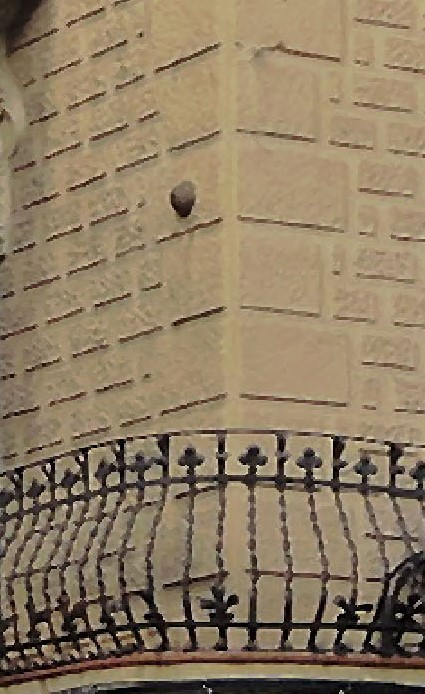
Bala de canó a C/Socrates.

Francesc Baliarda, teixidor d'ofici i conegut a la vila pel Noi, es va veure immers en aquells esdeveniments, en molts dels quals va tenir lideratge. Després de lluitar com a soldat dels Cossos Francs, al costat del general Prim, en el bàndol governamental a la Primera Guerra Carlina, l'any 1843, l'actitud de Prim, que donava allargues a les reivindicacions dels que li havien donat suport contra Espartero, va fer canviar de parer el Noi Baliarda, que va combatre en la Bullanga de la Jamància, als aiguamolls de la Torrassa (el Bon Pastor actual), on va resistir fins a caure presoner. En aquests fets, Prim va bombardejar Sant Andreu de Palomar (avui encara en queda un projectil encastat a l'edifici del carrer Sòcrates cantonada amb el carrer Gran).
L'any 1845, els ajuntaments de tot Catalunya van procedir a quintar els homes que havien de ser enviats a l'exèrcit. Hi havia, però, una manera d'alliberar-se'n: pagar. Això significava que els homes pobres marxaven a la guerra i els que podien pagar es quedaven fent companyia a les dones. Moltes poblacions s'hi van oposar. A Sant Andreu de Palomar, els incidents van derivar en revolta popular i, comandats pel capità carlí Boira, el Noi Baliarda, que va proporcionar les armes, i en Badó d'en Tardà, els andreuencs van impedir l'acte i es van fer forts.
Començava la Revolta de les Quintes. El 6 de juliol, la vila va ser atacada per 700 soldats d'infanteria i cavalleria comandats pel brigadier Fulgosio, que va ordenar l'assalt de les barricades. Va poder reduir els revolucionaris, comandats per Baliarda des de dalt del campanar de la parròquia, i va ordenar execucions arbitràries. La jornada es va saldar amb set morts, nombrosos empresonats i la retirada dels amotinats a Terrassa.
Del 1846 al 1849, el Noi Baliarda va participar en la guerra dels Matiners, contra la política centralitzadora dels governs moderats espanyols. La seva zona d'operacions anava des del massís del Garraf fins al Vallès, amb topades serioses amb la tropa als boscos de Campsentelles, a Sant Cugat o a Molins de Rei.
Identificat ja netament com a republicà, va seguir hostilitzant les comunicacions amb Barcelona fins que, la nit del 27 al 28 d'agost de 1850, va ser delatat quan era a casa seva, a l'actual carrer Baliarda, amb en seu germà Pau i el seu cunyat Josep Puig, va ser encerclat pels Mossos d'Esquadra i un esquadró de Cavalleria, i el van abatre quan s'hi enfrontava, cosa que va permetre als seus companys escapar-se. L'any 1907, l'adscripció republicana i el vincle amb el moviment obrer van portar l'Ajuntament de Barcelona a donar el nom de Baliarda a l'antic carrer del Carme de Sant Andreu de Palomar.